# Club de Futbol Martorell
El Club de Futbol Martorell és un club de futbol català de la ciutat de Martorell (Baix Llobregat).

## Història
El futbol apareix a Martorell per primer cop l'any 1908. Als anys 20 els dos clubs més importats de la ciutat eren el Catalunya FC i el Progrés Martorell FC (pertanyent a la Societat El Progrés). L'any 1927 nasqué el Club Esportiu Martorell, que vestia samarreta blanca i negra i jugava al camp de l'Era d'en Buxeres. El 1940 es fundà la Unió Esportiva Martorell que fou el principal club de la ciutat fins al segle XXI.
El Club de Futbol Martorell nasqué l'any 2002 com a resultat de la fusió de l'Sporting Martorell i la UE Martorell. La categoria més alta del club és sènior i la més baixa promeses.

## Temporades
- 2008-09: Primera Div. Catalana - 20è
- 2009-10: Territorial Preferent (G2) - 18è
- 2010-11: Primera Territorial (G3) - 20è
- 2011-12: Tercera Catalana (G8) - 4t
- 2013-14: Tercera Catalana (G8) - 1r

## Palmarès
Com a Club de Futbol Martorell ha estat campió de:
- Tercera Catalana: 2013/14 Grup VIII, 2017/18 Grup VIII

Palmarès abans de la fusió
- Com a Sporting Martorell:
  - Segona Territorial: 1997/98 Grup XI
- Com a Unió Esportiva Martorell:
  - Primera Territorial: 2000 Grup III